# Perasia amplissima
Perasia amplissima là một loài bướm đêm trong họ Noctuidae.